# Polska Liga Koszykówki 2014-2015
La Polska Liga Koszykówki 2014-2015, nota anche per quest'anno come Tauron Basket League 2014-2015 per ragioni di sponsorizzazione, è stata la 81ª edizione del massimo campionato polacco di pallacanestro maschile. La vittoria finale è stata appannaggio del Stelmet Zielona Góra.

## Regolamento
Terminato il triennio 2011/12 - 2013/14, la PZKosz ha deciso di apportare delle modifiche al formato del torneo valide per le prossime 3 stagioni: aumento delle squadre partecipanti da 12 a 16, eliminazione della Seconda fase, proibizione ai club polacchi di partecipare alla VTB United League.
Rispetto alla passata stagione, manca all'appello il Kotwica Kołobrzeg (che ha dichiarato fallimento). Il suo posto è stato preso dal PRO-BASKET Kutno, vincitore della seconda divisione polacca. Tramite wild card sono state ammesse anche MKS Dąbrowa Górnicza, MMKS Pierniki Toruń, Start Lublin e Wilki Morskie Szczecin.
Le 16 squadre partecipanti disputano un girone unico all'italiana, con partite d'andata e ritorno. Al termine della stagione regolare, le prime otto classificate sono ammesse ai play-off per il titolo. Non sono previste retrocessioni dirette, ma una squadra può perdere la licenza di partecipazione alla Polska Liga Koszykówki qualora per due anni consecutivi termini la Regular season in una delle ultime due posizioni in classifica.

## Regular season
|     | Squadra                     | G  | V  | P  | PF   | PS   | Diff. | P.ti | Qualificazione |
| --- | --------------------------- | -- | -- | -- | ---- | ---- | ----- | ---- | -------------- |
| 1.  | PGE Turów Zgorzelec         | 30 | 23 | 7  | 2759 | 2461 | +298  | 53   | playoffs       |
| 2.  | Stelmet Zielona Góra        | 30 | 23 | 7  | 2349 | 2122 | +227  | 53   | playoffs       |
| 3.  | AZS Koszalin                | 30 | 22 | 8  | 2526 | 2256 | +270  | 52   | playoffs       |
| 4.  | Energa Czarni Słupsk        | 30 | 21 | 9  | 2354 | 2228 | +126  | 51   | playoffs       |
| 5.  | Śląsk Wrocław               | 30 | 21 | 9  | 2458 | 2288 | +170  | 51   | playoffs       |
| 6.  | Rosa Radom                  | 30 | 21 | 9  | 2386 | 2134 | +252  | 51   | playoffs       |
| 7.  | Asseco Gdynia               | 30 | 16 | 14 | 2295 | 2282 | +13   | 46   | playoffs       |
| 8.  | Trefl Sopot                 | 30 | 14 | 16 | 2455 | 2435 | +20   | 44   | playoffs       |
| 9.  | Polski Cukier Toruń         | 30 | 14 | 16 | 2428 | 2317 | +111  | 44   |                |
| 10. | Polfarmex Kutno             | 30 | 13 | 17 | 2287 | 2364 | -77   | 43   |                |
| 11. | MKS Dąbrowa Górnicza        | 30 | 10 | 20 | 2486 | 2585 | -129  | 40   |                |
| 12. | Anwil Włocławek             | 30 | 10 | 20 | 2253 | 2440 | -187  | 40   |                |
| 13. | Wilki Morskie Szczecin      | 30 | 9  | 21 | 2389 | 2588 | -199  | 39   |                |
| 14. | Wikana Start Lublin         | 30 | 9  | 21 | 2300 | 2536 | -236  | 39   |                |
| 15. | Polpharma Starogard Gdański | 30 | 7  | 23 | 2441 | 2767 | -326  | 37   |                |
| 16. | Jezioro Tarnobrzeg          | 30 | 7  | 23 | 2394 | 2727 | -333  | 37   |                |

## Playoff
|  | Quarti di finale | Quarti di finale | Quarti di finale |               |                 | Semifinali      | Semifinali | Semifinali |               |                 | Finale          | Finale          | Finale |  |
|  |                  |                  |                  |               |                 |                 |            |            |               |                 |                 |                 |        |  |
|  | 1                | Turów Zgorzelec  | 3                |               |                 |                 |            |            |               |                 |                 |                 |        |  |
|  | 1                | Turów Zgorzelec  | 3                |               |                 |                 |            |            |               |                 |                 |                 |        |  |
|  | 8                | Trefl Sopot      | 0                |               |                 |                 |            |            |               |                 |                 |                 |        |  |
|  | 8                | Trefl Sopot      | 0                |               | Turów Zgorzelec | Turów Zgorzelec | 3          |            |               |                 |                 |                 |        |  |
|  |                  |                  |                  |               | Turów Zgorzelec | Turów Zgorzelec | 3          |            |               |                 |                 |                 |        |  |
|  |                  |                  | Czarni Słupsk    | Czarni Słupsk | 1               |                 |            |            |               |                 |                 |                 |        |  |
|  | 4                | Czarni Słupsk    | Czarni Słupsk    | Czarni Słupsk | 1               | 3               |            |            |               |                 |                 |                 |        |  |
|  | 4                | Czarni Słupsk    |                  |               |                 |                 |            |            |               |                 |                 |                 |        |  |
|  | 5                | Śląsk Breslavia  | 0                |               |                 |                 |            |            |               |                 |                 |                 |        |  |
|  | 5                | Śląsk Breslavia  | 0                |               | Turów Zgorzelec | Turów Zgorzelec | 2          |            |               |                 |                 |                 |        |  |
|  |                  |                  |                  |               |                 |                 |            |            |               |                 |                 |                 |        |  |
|  |                  |                  | Zielona Góra     | Zielona Góra  | 4               |                 |            |            |               |                 |                 |                 |        |  |
|  | 3                | AZS Koszalin     | Zielona Góra     | Zielona Góra  | 4               | 0               |            |            |               |                 |                 |                 |        |  |
|  | 3                | AZS Koszalin     |                  |               |                 | 0               |            |            |               |                 |                 |                 |        |  |
|  | 6                | Rosa Radom       | 3                |               |                 |                 |            |            |               |                 |                 |                 |        |  |
|  | 6                | Rosa Radom       | 3                |               | Rosa Radom      | Rosa Radom      | 0          |            |               | Finale 3º posto | Finale 3º posto | Finale 3º posto |        |  |
|  |                  |                  |                  |               | Rosa Radom      | Rosa Radom      | 0          |            |               |                 |                 |                 |        |  |
|  |                  |                  | Zielona Góra     | Zielona Góra  | 3               |                 |            |            |               |                 |                 |                 |        |  |
|  | 2                | Zielona Góra     | Zielona Góra     | Zielona Góra  | 3               | 3               |            |            | Czarni Słupsk | Czarni Słupsk   | 2               |                 |        |  |
|  | 2                | Zielona Góra     |                  |               |                 |                 |            |            | Czarni Słupsk | Czarni Słupsk   | 2               |                 |        |  |
|  | 7                | Gdynia           | 1                |               |                 | Rosa Radom      | Rosa Radom | 1          |               |                 |                 |                 |        |  |

| PLK 2014-2015                  |
| ------------------------------ |
| Stelmet Zielona Góra 2º titolo |

## Squadra vincitrice
| N°   | Naz.                          | Ruolo | Sportivo            |  | Alt. |  |
| ---- | ----------------------------- | ----- | ------------------- |  | ---- |  |
| 2    | Guinea Equatoriale (bandiera) | P     | Russell Robinson    |  | 185  |  |
| 4    | Polonia (bandiera)            | AC    | Patryk Pełka        |  | 204  |  |
| 5    | Polonia (bandiera)            | AG    | Aaron Cel           |  | 203  |  |
| 8    | Stati Uniti (bandiera)        | AC    | Chevon Troutman     |  | 202  |  |
| 9    | Polonia (bandiera)            | G     | Marek Zywert        |  | 187  |  |
| 13   | Polonia (bandiera)            | G     | Kamil Chanas        |  | 188  |  |
| 14   | Georgia (bandiera)            | AP    | Quinton Hosley      |  | 201  |  |
| 20   | Polonia (bandiera)            | AP    | Maciej Kucharek     |  | 204  |  |
| 24   | Croazia (bandiera)            | C     | Jure Lalić          |  | 210  |  |
| 34   | Polonia (bandiera)            | C     | Adam Hrycaniuk      |  | 206  |  |
| 35   | Polonia (bandiera)            | G     | Przemysław Zamojski |  | 193  |  |
| 55   | Polonia (bandiera)            | P     | Łukasz Koszarek     |  | 187  |  |
| All. | Slovenia (bandiera)           |       | Sašo Filipovski     |  |      |  |

## Premi e riconoscimenti
- MVP della regular season:  Damian Kulig – Turów Zgorzelec
- MVP delle finali:  Quinton Hosley – Zielona Góra
- Miglior difensore:  Quinton Hosley – Zielona Góra
- Allenatore dell'anno:  Wojciech Kamiński – Rosa Radom
- Miglior giocatore polacco:  Damian Kulig – Turów Zgorzelec
- Quintetto ideale della PLK: 
  -  Jerel Blassingame – Czarni Słupsk
  -  Karol Gruszecki – Czarni Słupsk
  -  Aaron Cel – Zielona Góra
  -  Quinton Hosley – Zielona Góra
  -  Damian Kulig – Turów Zgorzelec